# Reuss (Fluss)
| Zuläufe und Bauwerke \| Reuss \| Reuss \| Reuss \| Reuss \| Reuss \| \| ------- \| ------------------------- \| ----- \| ----------------------------------- \| ----- \| \| Legende \| \| \| \| \| \| \| Furkareuss \| \| Gotthardreuss \| \| \| \| Hospental \| \| alte Gotthardstrasse \| \| \| \| Marcht \| \| \| \| \| \| Reussen \| \| Brücke \| \| \| \| Andermatt \| \| Brücke Bodenstrasse \| \| \| \| Unteralpreuss \| \| \| \| \| \| \| \| Brücke \| \| \| \| Brücke \| \| \| \| \| \| \| \| Brücke \| \| \| \| \| \| Andermatt (Kraftwerk Göschenen) \| \| \| \| \| \| Brücke \| \| \| \| Eisenbahnbrücke \| \| Schöllenenschlucht \| \| \| \| \| \| zweite Teufelsbrücke \| \| \| \| dritte Teufelsbrücke \| \| \| \| \| \| \| \| Gotthardstrasse \| \| \| \| Säumerweg \| \| Häderlisbrücke \| \| \| \| \| \| Eisenbahnbrücke \| \| \| \| Gotthardstrasse \| \| \| \| \| \| \| \| Eisenbahnbrücke \| \| \| \| Eisenbahnbrücke \| \| \| \| \| \| Kraftwerk Göschenen \| \| Göschenen \| \| \| \| \| \| \| \| \| \| \| \| Göschener Reuss \| \| \| \| \| \| \| \| \| \| Gotthardstrasse \| \| \| \| \| \| \| \| Nationalstrasse A2 \| \| \| \| Obere Wattingerbrücke \| \| \| \| \| \| \| \| Gotthardstrasse \| \| \| \| Nationalstrasse A2 \| \| \| \| \| \| \| \| Untere Wattingerbrücke \| \| \| \| Boden \| \| Wassen \| \| \| \| \| \| Nationalstrasse A2 \| \| \| \| Brücke \| \| \| \| \| \| \| \| Meienreuss \| \| \| \| Brücke \| \| \| \| \| \| \| \| Pfaffensprung \| \| \| \| Gotthardstrasse \| \| \| \| \| \| Dorfstrasse \| \| Gurtnellen \| \| \| \| \| \| Steg \| \| \| \| Nationalstrasse A2 \| \| Fellibrücke \| \| \| \| \| \| Steg \| \| \| \| Fellibrücke \| \| Nationalstrasse A2 \| \| \| \| Gotthardstrasse \| \| Meitschlingen \| \| \| \| \| \| Intschi \| \| \| \| Nationalstrasse A2 \| \| Intschireussbrücke \| \| \| \| \| \| Intschireussbrücke \| \| \| \| Amsteg \| \| Gotthardstrasse \| \| \| \| Chärstelenbach \| \| \| \| \| \| Autobahnanschluss \| \| \| \| \| \| \| \| Strasse zum Butzen \| \| \| \| Nationalstrasse A2 \| \| \| \| \| \| Silenen \| \| Nationalstrasse A2 \| \| \| \| Blüemlismattstrasse \| \| \| \| \| \| \| \| Eisenbahnbrücke \| \| \| \| Erstfeld \| \| Schlossbergstrasse \| \| \| \| Nationalstrasse A2 \| \| \| \| \| \| Niederhofenstrasse \| \| Autobahnanschluss \| \| \| \| Schächen \| \| Attinghausen \| \| \| \| Attinghauserstrasse \| \| \| \| \| \| Seedorferstrasse \| \| Seedorf UR \| \| \| \| \| \| Nationalstrasse A2 \| \| \| \| Autobahneinfahrt \| \| Übergang Wyerstrasse \| \| \| \| \| \| Weg der Schweiz \| \| \| \| Flüelen \| \| \| \| \| \| \| \| Vierwaldstättersee \| \| \| \| \| \| Luzern \| \| \| \| Seebrücke \| \| \| \| \| \| \| \| Kapellbrücke \| \| \| \| Rathaussteg \| \| \| \| \| \| \| \| Reussbrücke \| \| \| \| \| \| Kraftwerk Mühlenplatz \| \| \| \| \| \| Spreuerbrücke \| \| \| \| Geissmattbrücke \| \| \| \| \| \| \| \| Eisenbahnbrücke \| \| \| \| Nationalstrasse A2 \| \| \| \| \| \| \| \| Sankt-Karli-Brücke \| \| \| \| Eisenbahnbrücke \| \| Reussbühl \| \| \| \| \| \| Reusseggstrasse \| \| \| \| \| \| kleine Emme \| \| \| \| Sedelbrücke \| \| Emmenbrücke \| \| \| \| \| \| Nationalstrasse A2 \| \| \| \| Reusseggstrasse \| \| \| \| \| \| Kraftwerk Rathausen \| \| Emmen \| \| \| \| Rathausenstrasse \| \| \| \| \| \| \| \| \| \| \| \| \| \| Nationalstrasse A14 \| \| \| \| Buchrain \| \| Hauptstrasse \| \| \| \| Dierikon \| \| Kraftwerk Perlen \| \| \| \| Root LU \| \| \| \| \| \| \| \| Steg \| \| \| \| Gisikon \| \| Hauptstrasse \| \| \| \| Reusstrasse \| \| \| \| \| \| \| \| Nationalstrasse A14 \| \| \| \| Eisenbahnbrücke \| \| \| \| \| \| Hünenberg \| \| Oberrüti \| \| \| \| Zollweid \| \| Sins \| \| \| \| \| \| Holzbrücke \| \| \| \| Reusstrasse \| \| Mühlau \| \| \| \| Lorze \| \| Hagnau \| \| \| \| Obfelden \| \| Merenschwand \| \| \| \| Zürichstrasse \| \| Rickenbach AG \| \| \| \| Ottenbach \| \| Muristrasse \| \| \| \| Werdstrasse \| \| Werd \| \| \| \| Oberlunkhofen \| \| Rottenschwil \| \| \| \| Unterlunkhofen \| \| Rottenschwilerstrasse \| \| \| \| \| \| Flachsee \| \| \| \| Fähre Hermetschwil \| \| Hermetschwil-Staffeln \| \| \| \| \| \| Dominiloch-Steg \| \| \| \| Zufikon \| \| Kraftwerk Bremgarten-Zufikon \| \| \| \| Bremgarten \| \| Isenlaufsteg \| \| \| \| Eisenbahnbrücke \| \| \| \| \| \| \| \| Kraftwerk Bruggmühle \| \| \| \| \| \| Holzbrücke (Wohlerstrasse) \| \| \| \| \| \| \| \| \| \| \| \| \| \| \| \| Friedhofstrasse \| \| \| \| \| \| \| \| Ehem. Honeggerwehr \| \| \| \| Steg \| \| \| \| \| \| \| \| Brücke Struss, Umfahrung Bremgarten \| \| \| \| Eggenwil \| \| \| \| \| \| Sulz AG \| \| Fähre Sulz \| \| \| \| \| \| Fischbach-Göslikon \| \| \| \| \| \| Niederwil \| \| \| \| Gnadenthalerstrasse \| \| Gnadenthal \| \| \| \| Stetten AG \| \| \| \| \| \| \| \| Tägerig \| \| \| \| Steg \| \| Mellingen \| \| \| \| Hauptgasse \| \| \| \| \| \| \| \| Steg \| \| \| \| Eisenbahnbrücke Mellingen \| \| \| \| \| \| \| \| Birrhard \| \| \| \| Nationalstrasse A1 \| \| \| \| \| \| Birmenstorf \| \| \| \| \| \| Birmenstorferstrasse \| \| Mülligen AG \| \| \| \| \| \| \| \| \| \| Zürcherstrasse \| \| Windisch \| \| \| \| Gebenstorf \| \| Spinnerei Kunz \| \| \| \| \| \| \| \| \| \| Steg \| \| \| \| \| \| \| \| \| \| \| \| Eisenbahnbrücke Turgi \| \| \| \| \| Aare \| \| \| \| \| |                           |  |                                     |  |
| Reuss |                           |  |                                     |  |
| Legende |                           |  |                                     |  |
| | Furkareuss                |  | Gotthardreuss                       |  |
| | Hospental                 |  | alte Gotthardstrasse                |  |
| | Marcht                    |  |                                     |  |
| | Reussen                   |  | Brücke                              |  |
| | Andermatt                 |  | Brücke Bodenstrasse                 |  |
| | Unteralpreuss             |  |                                     |  |
| |                           |  | Brücke                              |  |
| | Brücke                    |  |                                     |  |
| |                           |  | Brücke                              |  |
| |                           |  | Andermatt (Kraftwerk Göschenen)     |  |
| |                           |  | Brücke                              |  |
| | Eisenbahnbrücke           |  | Schöllenenschlucht                  |  |
| |                           |  | zweite Teufelsbrücke                |  |
| | dritte Teufelsbrücke      |  |                                     |  |
| |                           |  | Gotthardstrasse                     |  |
| | Säumerweg                 |  | Häderlisbrücke                      |  |
| |                           |  | Eisenbahnbrücke                     |  |
| | Gotthardstrasse           |  |                                     |  |
| |                           |  | Eisenbahnbrücke                     |  |
| | Eisenbahnbrücke           |  |                                     |  |
| | Kraftwerk Göschenen       |  | Göschenen                           |  |
| |                           |  |                                     |  |
| |                           |  | Göschener Reuss                     |  |
| |                           |  |                                     |  |
| | Gotthardstrasse           |  |                                     |  |
| |                           |  | Nationalstrasse A2                  |  |
| | Obere Wattingerbrücke     |  |                                     |  |
| |                           |  | Gotthardstrasse                     |  |
| | Nationalstrasse A2        |  |                                     |  |
| |                           |  | Untere Wattingerbrücke              |  |
| | Boden                     |  | Wassen                              |  |
| |                           |  | Nationalstrasse A2                  |  |
| | Brücke                    |  |                                     |  |
| |                           |  | Meienreuss                          |  |
| | Brücke                    |  |                                     |  |
| |                           |  | Pfaffensprung                       |  |
| | Gotthardstrasse           |  |                                     |  |
| | Dorfstrasse               |  | Gurtnellen                          |  |
| |                           |  | Steg                                |  |
| | Nationalstrasse A2        |  | Fellibrücke                         |  |
| |                           |  | Steg                                |  |
| | Fellibrücke               |  | Nationalstrasse A2                  |  |
| | Gotthardstrasse           |  | Meitschlingen                       |  |
| |                           |  | Intschi                             |  |
| | Nationalstrasse A2        |  | Intschireussbrücke                  |  |
| |                           |  | Intschireussbrücke                  |  |
| | Amsteg                    |  | Gotthardstrasse                     |  |
| | Chärstelenbach            |  |                                     |  |
| | Autobahnanschluss         |  |                                     |  |
| |                           |  | Strasse zum Butzen                  |  |
| | Nationalstrasse A2        |  |                                     |  |
| | Silenen                   |  | Nationalstrasse A2                  |  |
| | Blüemlismattstrasse       |  |                                     |  |
| |                           |  | Eisenbahnbrücke                     |  |
| | Erstfeld                  |  | Schlossbergstrasse                  |  |
| | Nationalstrasse A2        |  |                                     |  |
| | Niederhofenstrasse        |  | Autobahnanschluss                   |  |
| | Schächen                  |  | Attinghausen                        |  |
| | Attinghauserstrasse       |  |                                     |  |
| | Seedorferstrasse          |  | Seedorf UR                          |  |
| |                           |  | Nationalstrasse A2                  |  |
| | Autobahneinfahrt          |  | Übergang Wyerstrasse                |  |
| |                           |  | Weg der Schweiz                     |  |
| | Flüelen                   |  |                                     |  |
| |                           |  | Vierwaldstättersee                  |  |
| |                           |  | Luzern                              |  |
| | Seebrücke                 |  |                                     |  |
| |                           |  | Kapellbrücke                        |  |
| | Rathaussteg               |  |                                     |  |
| |                           |  | Reussbrücke                         |  |
| |                           |  | Kraftwerk Mühlenplatz               |  |
| |                           |  | Spreuerbrücke                       |  |
| | Geissmattbrücke           |  |                                     |  |
| |                           |  | Eisenbahnbrücke                     |  |
| | Nationalstrasse A2        |  |                                     |  |
| |                           |  | Sankt-Karli-Brücke                  |  |
| | Eisenbahnbrücke           |  | Reussbühl                           |  |
| |                           |  | Reusseggstrasse                     |  |
| |                           |  | kleine Emme                         |  |
| | Sedelbrücke               |  | Emmenbrücke                         |  |
| |                           |  | Nationalstrasse A2                  |  |
| | Reusseggstrasse           |  |                                     |  |
| | Kraftwerk Rathausen       |  | Emmen                               |  |
| | Rathausenstrasse          |  |                                     |  |
| |                           |  |                                     |  |
| |                           |  | Nationalstrasse A14                 |  |
| | Buchrain                  |  | Hauptstrasse                        |  |
| | Dierikon                  |  | Kraftwerk Perlen                    |  |
| | Root LU                   |  |                                     |  |
| |                           |  | Steg                                |  |
| | Gisikon                   |  | Hauptstrasse                        |  |
| | Reusstrasse               |  |                                     |  |
| |                           |  | Nationalstrasse A14                 |  |
| | Eisenbahnbrücke           |  |                                     |  |
| | Hünenberg                 |  | Oberrüti                            |  |
| | Zollweid                  |  | Sins                                |  |
| |                           |  | Holzbrücke                          |  |
| | Reusstrasse               |  | Mühlau                              |  |
| | Lorze                     |  | Hagnau                              |  |
| | Obfelden                  |  | Merenschwand                        |  |
| | Zürichstrasse             |  | Rickenbach AG                       |  |
| | Ottenbach                 |  | Muristrasse                         |  |
| | Werdstrasse               |  | Werd                                |  |
| | Oberlunkhofen             |  | Rottenschwil                        |  |
| | Unterlunkhofen            |  | Rottenschwilerstrasse               |  |
| |                           |  | Flachsee                            |  |
| | Fähre Hermetschwil        |  | Hermetschwil-Staffeln               |  |
| |                           |  | Dominiloch-Steg                     |  |
| | Zufikon                   |  | Kraftwerk Bremgarten-Zufikon        |  |
| | Bremgarten                |  | Isenlaufsteg                        |  |
| | Eisenbahnbrücke           |  |                                     |  |
| |                           |  | Kraftwerk Bruggmühle                |  |
| |                           |  | Holzbrücke (Wohlerstrasse)          |  |
| |                           |  |                                     |  |
| |                           |  |                                     |  |
| | Friedhofstrasse           |  |                                     |  |
| |                           |  | Ehem. Honeggerwehr                  |  |
| | Steg                      |  |                                     |  |
| |                           |  | Brücke Struss, Umfahrung Bremgarten |  |
| | Eggenwil                  |  |                                     |  |
| | Sulz AG                   |  | Fähre Sulz                          |  |
| |                           |  | Fischbach-Göslikon                  |  |
| |                           |  | Niederwil                           |  |
| | Gnadenthalerstrasse       |  | Gnadenthal                          |  |
| | Stetten AG                |  |                                     |  |
| |                           |  | Tägerig                             |  |
| | Steg                      |  | Mellingen                           |  |
| | Hauptgasse                |  |                                     |  |
| |                           |  | Steg                                |  |
| | Eisenbahnbrücke Mellingen |  |                                     |  |
| |                           |  | Birrhard                            |  |
| | Nationalstrasse A1        |  |                                     |  |
| | Birmenstorf               |  |                                     |  |
| | Birmenstorferstrasse      |  | Mülligen AG                         |  |
| |                           |  |                                     |  |
| | Zürcherstrasse            |  | Windisch                            |  |
| | Gebenstorf                |  | Spinnerei Kunz                      |  |
| |                           |  |                                     |  |
| | Steg                      |  |                                     |  |
| |                           |  |                                     |  |
| | Eisenbahnbrücke Turgi     |  |                                     |  |
| Aare |                           |  |                                     |  |

Die Reuss ist ein 164 Kilometer langer Fluss in der Schweiz mit einem Einzugsgebiet von 3426 Quadratkilometern. Damit ist sie nach Rhein, Aare und Rhone der viertgrösste Fluss der Schweiz.
Die Reuss entspringt im Gotthardmassiv im Südwesten des Kantons Uri und mündet bei Windisch und Gebenstorf im Kanton Aargau als rechter Nebenfluss in die Aare. Sie ist deren grösster und längster Nebenfluss.

## Name
Der Fluss wurde vor dem Jahr 840 als Rusa erstmals schriftlich erwähnt. Im 16. bis 19. Jahrhundert erscheint er bisweilen als Ursa. Der Name könnte von der germanischen Wortwurzel *rūs- mit der Bedeutung „eilen, rasen, toben, lärmen“ abgeleitet sein oder auch vorgermanischen Ursprungs sein. Im letzteren Fall könnte der Name mit der indogermanischen Wurzel *reus- „graben, wühlen“ bzw. vorromanisch/gallisch *rusia „Gletscher“ in Verbindung stehen. Der Oberlauf der Reuss hiess früher wahrscheinlich *Sila, wie zur Erklärung des Ortsnamens Silenen vorausgesetzt wird.
In schweizerdeutschen Dialekten wird der Fluss meist Rüüss [ryːs] (auch Rüs oder Rüss) genannt. Lokale Varianten bilden Rüäss (Muotathal) oder Ryss (Basel, Uri).

## Geographie

### Verlauf
Der Flusslauf der Reuss wird in Abhängigkeit von den grossen vom Fluss durchquerten Landschaften in vier Abschnitte eingeteilt: die alpine Reuss, die subalpine Reuss, die Mittellandreuss und die Jurareuss.
Die Reuss entspringt mit mehreren Quellflüssen im Gotthardmassiv. Die Quelle der Furkareuss liegt auf 2649 m ü. M. im Oberen Schwärziseeli oberhalb des Furkapasses. Nach 19 Kilometern vereinigt sich die Furkareuss bei Hospental im Urserental mit der Gotthardreuss und wird von da an nur noch Reuss genannt. Wichtigster Zufluss der Furkareuss ist die Witenwasserenreuss. Bei Andermatt erreicht die Unteralpreuss, die im Tal zwischen dem Rotstock und dem Pizzo Barbarera entspringt und im Urserental die vom Oberalppass kommende Oberalpreuss aufnimmt, den Hauptfluss.
Bei Andermatt biegt der Fluss nach Norden ab und passiert die Schöllenenschlucht mit der alten Häderlisbrücke kurz vor Göschenen. Die steile Schlucht im oberen Bereich mit ihren hohen Granitwänden war im Mittelalter das grösste Hindernis für die Erschliessung des Gotthardpasses, das nur durch kühne Kunstbauten wie den Stiebenden Steg und die Teufelsbrücke und später das Urnerloch überwunden werden konnte. Hier merkwürdig ist der Reussfall. In der Schöllenen befinden sich das Suworow-Denkmal, das dem russischen General Suworow gewidmet ist und an die Schlacht von 1799 zwischen Russen und Franzosen im Zweiten Koalitionskrieg erinnert, und das monumentale Felsengemälde von Heinrich Danioth.
Bei Göschenen liegen die Nordportale des Gotthardtunnels der Eisenbahn und des Gotthard-Strassentunnels der Autobahn A2. Beim Bahnhof Göschenen mündet die Göschenerreuss und bei Wassen die Meienreuss in den Hauptfluss. In diesem Talabschnitt sinkt der Fluss bis Amsteg mit einem starken Gefälle und durch mehrere Schluchten, unter anderem beim Pfaffensprung, in nördlicher Richtung, bis er bei Erstfeld die breite Ebene des nördlichen Urner Reusstals erreicht.
In einem Kanal mit hohen Seitendämmen fliesst die Reuss zwischen Altdorf und Attinghausen neben der Autobahn über die Ebene nach Norden und erreicht bei Flüelen und Seedorf das Mündungsgebiet im Reussdelta am Vierwaldstättersee. Bei Attinghausen mündet von rechts der Schächen und bei Seedorf von links der Palanggenbach in den Reusskanal.
In Luzern fliesst die Reuss bei der Seebrücke aus dem Vierwaldstättersee und durchquert den Hügelzug Zimmeregg-Greterwald; hier erreicht sie das Mittelland. Zwischen dem Luzerner Stadtteil Reussbühl und Emmenbrücke nimmt sie die Kleine Emme auf und strebt dann in nordöstlicher Richtung durch das flache Tal von Emmen an Buchrain, Inwil und Root vorbei, bis sie bei Honau den Punkt erreicht, an dem sich die Grenzen der Kantone Luzern, Zug und Aargau treffen. Von da an fliesst sie als mäandrierender Fluss gegen Norden durch das Reusstal und bildet zunächst die Grenze zwischen dem aargauischen Freiamt und dem Kanton Zug und später dem Kanton Zürich. Bei Maschwanden mündet von rechts die Lorze in die Reuss, bei Obfelden der Lindenbach und bei Jonen der aus dem Tal von Affoltern am Albis und dem Jonental kommende Jonenbach. Als linksseitige kleinere Zuflüsse sind nördlich von Luzern vor allem der Rotbach und der Wissenbach zu erwähnen.
Bei Unterlunkhofen ist am Fluss 1975 mit dem Neubau des Kraftwerks Bremgarten der Flachsee entstanden. In einer weiten Flussschlaufe umschliesst die Reuss die Altstadt und die Fläche der Au von Bremgarten. Die gedeckte Holzbrücke von Bremgarten ist einer der ältesten Flussübergänge an der Reuss und liegt an der Hauptstrasse 1.
Unterhalb von Bremgarten fliesst die Reuss durch Schwemmebenen oberhalb von Hügelzonen mehrerer Endmoränen des eiszeitlichen Reussgletschers; im Flussbett liegen zahlreiche aus den Moränen ausgewaschene Findlinge. In der kleinen Schwemmebene südlich des Moränenzuges vom Maximalstand der Würmeiszeit liegt die Stadt Mellingen mit dem alten Flussübergang der Strasse von Lenzburg nach Baden. Bei Mellingen befindet sich die hydrometrische Station «Reuss-Mellingen» der Landeshydrologie. Auf ihrem weiteren Lauf durchquert die Reuss bis Birmenstorf die Schotterflächen östlich des Birrfelds in einem kräftig eingetieften Flusstal.
Im Siedlungsgebiet von Windisch und Gebenstorf durchschneidet die Reuss die südlichste Kalkkette des Jura und mündet schliesslich östlich von Brugg in die Aare.

### Einzugsgebiet
Die wichtigsten Reuss-Seitentäler sind:
- im Kanton Uri: Unteralptal, Oberalp (mit Oberalppass), Göscheneralptal, Maderanertal, Erstfeldertal, Schächental, Isental
- im Kanton Schwyz: Riemenstaldertal, Muotatal
- im Kanton Nidwalden: Engelbergertal
- im Kanton Obwalden: Sarneraatal
- im Kanton Luzern: Tal der Kleinen Emme/Entlebuch
- im Kanton Zug: Lorzetal und Zugersee

### Zuflüsse
Grössere direkte Zuflüsse von links sind die Göschenerreuss, die Meienreuss und die Kleine Emme,
von rechts der Chärstelenbach, der Schächen und die Lorze.
Die Muota, die Engelberger Aa und die Sarneraa münden als wichtige Zuflüsse in den Vierwaldstättersee.
| Name                | GKZ      | Lage   | Länge in km | EZG in km² | MQ in m³/s | Mündung Koordinaten                                | Mündungshöhe in m | Bemerkungen                                                                         |
| ------------------- | -------- | ------ | ----------- | ---------- | ---------- | -------------------------------------------------- | ----------------- | ----------------------------------------------------------------------------------- |
| Furkareuss          | CH000038 |        | 015,4000    | 0092,010   | 0004,610   | bei Hospental                                      | 144700000         | Hauptquellarm (Oberlauf der Reuss) Oberlaufname: Blaubergbach                       |
| Gotthardreuss       | CH000716 | rechts | 009,3000    | 0032,620   | 0001,620   | bei Hospental                                      | 144700000         | Nebenquellarm                                                                       |
| Unteralpreuss       | CH004417 | rechts | 013,4000    | 0052,670   | 0002,530   | westlich von Andermatt                             | 142900000         |                                                                                     |
| Rossplattenbach     | CH005764 | links0 | 003,8000    | 0005,530   | 0000,230   | bei ARA Andermatt, Andermatt                       | 142700000         |                                                                                     |
| Göschenerreuss      | CH000715 | links0 | 012,9000    | 0092,770   | 0005,770   | beim Bahnhof Göschenen                             | 106200000         | Alternativname: Älplerreuss Oberlaufname: Chelenreuss                               |
| Rientalbach         | CH004407 | rechts | 002,8000    | 0005,930   | 0000,230   | bei Göschenen                                      | 104400000         |                                                                                     |
| Rohrbach            | CH004405 | links0 | 005,3000    | 0008,110   | 0000,340   | bei Wattingen, Wassen                              | 89200000          |                                                                                     |
| Meienreuss          | CH000714 | links0 | 014,8000    | 0071,490   | 0004,090   | bei Wassen                                         | 82100000          |                                                                                     |
| Schisslauwitalbach  | CH004395 | rechts | 001,6000    |            |            | bei Halten, Wassen                                 | 81000000          |                                                                                     |
| Gornerbach          | CH004394 | links0 | 008,7000    | 0017,690   | 0000,780   | bei Wiler, Gurtnellen                              | 73700000          |                                                                                     |
| Fellibach           | CH004392 | rechts | 007,6000    | 0024,150   | 0000,980   | bei Felli, Gurtnellen                              | 66200000          |                                                                                     |
| Meitschligenbach    | CH004391 | rechts | 002,8000    | 0002,800   |            | bei Meitschligen, Gurtnellen                       | 61200000          |                                                                                     |
| Intschialpbach      | CH004390 | links0 | 004,3000    | 0008,350   | 0000,330   | bei Intschi, Gurtnellen                            | 55900000          |                                                                                     |
| Leitschachbach      | CH004388 | links0 | 006,6000    | 0009,170   | 0000,370   | bei Intschi, Gurtnellen                            | 55100000          |                                                                                     |
| Bristenbach         | CH004387 | rechts | 002,9000    | 0001,820   |            | bei Amsteg                                         | 52200000          |                                                                                     |
| Chärstelenbach      | CH000737 | rechts | 014,9000    | 0116,800   | 0008,580   | bei Amsteg                                         | 51600000          | Alternativname: Kärstelenbach                                                       |
| Selderbach          | CH004379 | rechts | 003,1000    | 0001,770   |            | bei Silenen                                        | 48900000          | Alternativname: Kirchbach                                                           |
| Öfibach             | CH004378 | rechts | 003,8000    | 0005,130   |            | bei Silenen                                        | 48600000          | Alternativname: Efibach                                                             |
| Alpbach             | CH011081 | links0 | 009,0000    | 0030,680   | 0001,680   | bei Erstfeld                                       | 46700000          | Oberlaufname: Fulbach                                                               |
| Bockibach           | CH004358 | links0 | 007,2000    | 0013,330   | 0000,710   | bei Ripshausen, Erstfeld                           | 45600000          |                                                                                     |
| Chummetbach         | CH004357 | links0 | 004,6000    | 0004,300   | 0000,170   | bei Attinghausen                                   | 44900000          |                                                                                     |
| Schächen            | CH000734 | rechts | 018,0000    | 0107,980   | 0006,210   | bei Attinghausen                                   | 44900000          | Oberlaufname: Vorder Schächen                                                       |
| Gangbach            | CH011097 | rechts | 007,0000    | 0028,360   | 0001,210   | bei Attinghausen                                   | 44500000          | Alternativnamen: Still Rüss und Walenbrunnen                                        |
| Palanggenbach       | CH004356 | links0 | 006,5000    | 0010,730   | 0000,540   | bei Seedorf                                        | 44100000          |                                                                                     |
| Gruonbach           | CH013358 | rechts | 003,9000    | 0008,320   | 0000,530   | bei Flüelen                                        | 43400000          | Alternativname: Hinterbach Mündet in den Urnersee                                   |
| Isentalerbach       | CH000723 | links0 | 013,2000    | 0059,690   | 0004,080   | bei Isleten                                        | 43400000          | Alternativnamen: Isitaler Bach und Grosstalbach Mündet in den Urnersee              |
| Riemenstaldner Bach | CH004346 | rechts | 008,3000    | 0027,460   | 0002,050   | bei Sisikon                                        | 43400000          | Alternativname: Riemenstalderbach Mündet in den Urnersee                            |
| Muota               | CH000740 | rechts | 033,0000    | 0316,990   | 0018,580   | bei Brunnen                                        | 43400000          | Mündet in den Vierwaldstättersee                                                    |
| Innere Dorfbach     | CH000727 | rechts | 004,6000    | 0006,100   | 0000,410   | bei Gersau                                         | 43400000          | Alternativname: Teuffibach Mündet in den Vierwaldstättersee                         |
| Choltalbach         | CH000840 | links0 | 006,9000    | 0021,180   | 0001,540   | bei Emmetten                                       | 43400000          | Mündet in den Vierwaldstättersee                                                    |
| Lielibach           | CH000728 | links0 | 007,0000    | 0010,230   | 0000,740   | bei Beckenried                                     | 43400000          | Alternativname: Stafelbach Mündet in den Vierwaldstättersee                         |
| Engelberger Aa      | CH000720 | links0 | 037,8000    | 0229,070   | 0012,420   | bei Buochs                                         | 43400000          | Mündet in den Vierwaldstättersee                                                    |
| Sarneraa            | CH000712 | links0 | 018,0000    | 0336,210   | 0012,670   | bei Alpnachstad                                    | 43400000          | Oberlaufname: Giswileraa Mittellaufname: Dreiwässerkanal Mündet in den Alpnachersee |
| Kleine Emme         | CH000707 | links0 | 035,7000    | 0478,350   | 0015,500   | beim Reusszopf, zwischen Reussbühl und Emmenbrücke | 43000000          |                                                                                     |
| Rotbach             | CH001072 | links0 | 020,3000    | 0081,040   | 0001,740   | bei Inwil                                          | 41000000          | Alternativname: Hellbühler Rotbach                                                  |
| Ron                 | CH000709 | rechts | 010,2000    | 0021,800   | 0000,500   | bei Root                                           | 40800000          | Alternativname: Rotseebach                                                          |
| Binzmülibach        | CH001069 | rechts | 004,0000    | 0005,800   | 0000,130   | bei Rotkreuz                                       | 40300000          | Alternativname: Honauer Bach                                                        |
| Sinser Bach         | CH001065 | links0 | 008,2000    | 0016,410   | 0000,360   | bei Sins                                           | 39400000          |                                                                                     |
| Sembach             | CH001057 | links0 | 006,6000    | 0005,820   |            | bei Mühlau                                         | 39000000          | Mündet in den Reusskanal                                                            |
| Lorze               | CH000676 | rechts | 031,0000    | 0298,880   | 0007,410   | beim Rüssspitz, Obfelden                           | 38700000          |                                                                                     |
| Lindenbach          | CH001064 | rechts | 006,7000    | 0012,530   | 0000,570   | bei Rickenbach bei Ottenbach                       | 38400000          |                                                                                     |
| Wissenbach          | CH001059 | links0 | 010,0000    | 0013,590   | 0000,270   | bei Merenschwand                                   | 38100000          | Mündet in den Reusskanal                                                            |
| Jonenbach           | CH000675 | rechts | 020,5000    | 0043,360   | 0000,870   | bei Jonen                                          | 38000000          | Alternativname: Jonen                                                               |
| Arnerbach           | CH001060 | rechts | 005,5000    | 0004,560   | 0000,090   | bei Unterlunkhofen                                 | 38000000          |                                                                                     |
| Mülibach            | CH001962 | rechts | 004,7000    | 0006,080   |            | bei Mellingen                                      | 34400000          |                                                                                     |
| Reuss               |          |        | 164,0000    | 3425,970   | 0140,000   | bei Windisch                                       | 32900000          | Mündet in die Aare                                                                  |

Anmerkungen zur Tabelle
1. ↑  Von der Quelle zur Mündung. Daten von Swisstopo (map.geo.admin.ch)
2. ↑  Die Daten der Reuss zum Vergleich

## Flussbau

### Regulierung
Zur Regulierung des Abflusses aus dem Vierwaldstättersee dient in Luzern das Nadelwehr des Kraftwerks Mühlenplatz.

### Flusskorrektion
Im Jahr 1662 suchten die Kantone Zürich, Luzern und Zug in einer Konferenz eine Lösung für die an den Reussufern im Gebiet der Ortschaften Maschwanden und Merenschwand entstandenen Erosionsschäden.
Von 1851 bis 1861 baute der Kanton Uri nach einem Projektplan der Ingenieure M. Hegner, Richard La Nicca und Karl Emanuel Müller für den Fluss in der Reussebene einen Kanal von Attinghausen bis zur Mündung in den Urnersee.
Im Jahr 1810 erteilte der Kanton Aargau dem Badener Wasserbauingenieur Johann Gottfried Tulla den Auftrag für eine Studie über Korrektionsmassnahmen an der Reuss. 1811 begannen die Bauarbeiten mit dem Durchstich einer Flussschlaufe bei Fischbach-Göslikon unterhalb von Bremgarten. Doch auch nach dem Abschneiden eines zweiten Mäanders blieben weitere Erosionsschäden an den Flussufern nicht aus. Aus weiteren Gutachten der Ingenieure Richard La Nicca von 1851 und Conradin Zschokke von 1905 gingen neue flussbauliche Vorschläge hervor. Während die ursprünglich geplante Begradigung der Reuss im Gebiet der weiteren grossen Schlaufen bei Eggenwil unterblieb, liess der Kanton Aargau zwischen 1905 und 1950 die Ufer in diesem flachen Flussabschnitt stellenweise sichern und mit Mauern, Betonverkleidungen und Wuhren verstärken.
Nach einer Konvention der Kantone Zug und Aargau von 1825 galten neue Vorschriften für die Uferverbauungen in der Ebene an der Lorze. Nach einem grossen Hochwasser im Jahr 1846 wurde die Reussverordnung von 1847 erlassen. Nach dem Gutachten von Richard La Nicca von 1851 liess der Kanton Zug den Binnenkanal rechts der Reuss von Cham bis Maschwanden ausführen und 1872 den Reussdamm verstärken. Mit dem Gesetz vom 13. Februar 1915 über den Hochwasserschutz an der Reuss initiierte Zug ein grosses Flussbauprojekt, das bis 1924 dauerte.
1910, 1912 und 1953 kam es wegen Hochwassers zu Dammbrüchen und zu Überschwemmungen in der Reussebene südlich von Bremgarten. Bei Rottenschwil ereignete sich 1972 nochmals eine Überschwemmung der Allmend. Am 14. Dezember 1969 wurde in einer Volksabstimmung im Kanton Aargau das Reusstalgesetz angenommen, das zur Sanierung der flussbaulichen Anlagen, der Errichtung des neuen Kraftwerks Bremgarten und der Ausscheidung zahlreicher Naturschutzgebiete in der Reussebene führte.
Die Reuss zwischen Bremgarten und der Einmündung in die Aare ist der einzige Abschnitt eines grösseren Flusses in der Schweiz, der im 19. Jahrhundert nicht begradigt wurde.

## Hochwasser
Im Einzugsgebiet der Reuss ereigneten sich immer wieder Hochwasser. Als Jahrhundert-Hochwasser gelten die Hochwasser von 1994, 1999 und 2005. Beim Hochwasser von 2005 kam es im Gebiet des Kantons Luzern entlang der Kleinen Emme und der Reuss zu Schäden in Höhe von 345 Millionen Franken. Infolgedessen lancierte der Kanton Luzern zwei Hochwasserschutz- und Renaturierungsprojekte. Im Jahr 2022 hat der Luzerner Regierungsrat die zwei Projekte bewilligt und die nicht bereinigten Einsprachen abgelehnt. Vier Beschwerden beim Bundesgericht von Umweltverbänden sind noch hängig.

## Natur und Umwelt

### Gewässerökologie
Neue Untersuchungen haben gezeigt, dass die biologischen Verhältnisse in der Reuss unterhalb des Vierwaldstättersees vor allem wegen der intensiven Siedlungsentwässerung teilweise gemäss den Anforderungen der Gewässerschutzverordnung ungenügend sind.

### Renaturierung
Im Jahr nach dem Alpenhochwasser 2005 wurde mit der Projektierung einer Renaturierung begonnen, welche auf einem rund 13 Kilometer langen Abschnitt umgesetzt werden soll. Mit Stand vom Februar 2024 sind nach wie vor Beschwerden gegen die Renaturierung hängig.

### Naturschutzgebiete
Bei der Mündung der Reuss in den Urnersee, den südlichen Teil des Vierwaldstättersees, liegt das ausgedehnte Naturschutzgebiet Reussdelta, das mit der Einführung des nachhaltigen Kiesabbaus aufgrund des im Jahr 1985 von den Urner Stimmberechtigten angenommenen Reussdeltagesetzes gesichert ist. Ausbruchmaterial aus dem Umfahrungstunnel von Flüelen und dem Gotthard-Basistunnel diente für Aufschüttungen vor dem Delta.
Nach dem Bau des neuen Kraftwerks Zufikon und der grossen Melioration des Reusstals von Maschwanden bis Unterlunkhofen um 1970 bildete sich der Flachsee, ein weites Naturschutzgebiet in der Reussebene.
Bei Rottenschwil hat die Stiftung Reusstal im Bereich einer ehemaligen, etwa um 1700 abgeschnittenen Reussschlinge das Naturschutzgebiet Stille Reuss Rottenschwil geschaffen.
An den Städten Bremgarten und Mellingen vorbei fliesst die Reuss weiter durch das teilweise tief in Molasse und Schotterterrassen eingeschnittene Tal, bis sie unterhalb von Windisch und Gebenstorf beim «Wasserschloss der Schweiz» in die Aare mündet. Als einer der wenigen grösseren Flussabschnitte der Schweiz ist die Reuss unterhalb von Bremgarten auf einer Länge von 25 Kilometern weitgehend unverbaut geblieben, ohne Kraftwerke, Staustufen und Seitendämme. Das Reussuferschutzgebiet besteht seit 1966.

## Wirtschaft und Verkehr

### Nutzung

#### Energiewirtschaft
In den Kantonen Uri, Luzern und Aargau nutzen mehrere Wasserkraftwerke das Gefälle der Reuss zur Erzeugung von elektrischer Energie. Die grösste Leistungskonzentration ist im Kanton Uri zu finden, wo die Wasserkraft mit der dreistufigen Reuss-Kaskade von Hochdruck-Laufwasserkraftwerken genutzt wird, die hauptsächlich Bahnstrom für die SBB erzeugen. Das gigantische Projekt eines Urserenkraftwerks, das das ganze Urserental überstaut hätte, wurde nicht realisiert. Die im Kanton Tessin entspringende Gotthardreuss wird vom Kraftwerk Lucendro genutzt, dessen Unterwasser in den Tessin abgeleitet wird.
Im Mittelland wird die Reuss von mehreren Kleinkraftwerken genutzt. Das einzige grössere Kraftwerk ist das Kraftwerk Bremgarten-Zufikon. Die Kraftwerke Ottenbach und Bruggmühle werden als Museumskraftwerke unterhalten.
Karte der Wasserkraftwerke an der Reuss
| Lucendro |

| Göschenen |

| Wassen |

| Amsteg |

| Mühlenplatz |

| Rathausen |

| Perlen |

| Ottenbach |

| Zufikon |

| Windisch |

| Urseren |

Liste der Wasserkraftwerke an der Reuss:
| Name des Kraftwerks         | Besitzer      | Typ des Kraftwerks                                        | Lage                   | erste Inbetrieb- nahme | Durchfluss- menge m³/s | max Roh- fallhöhe | Turbine               | Leistung MW | Energie pro Jahr GWh/a |
| --------------------------- | ------------- | --------------------------------------------------------- | ---------------------- | ---------------------- | ---------------------- | ----------------- | --------------------- | ----------- | ---------------------- |
| Lucendro                    | AET           | Speicherkraftwerk                                         | Airolo                 | 1947                   | 7                      | 1001              | 2 × Pelton            | 58          | 102                    |
| Urserenkraftwerk            | CKW           | Speicherkraftwerkgruppe Pumpspeicherwerke                 | Pfaffensprung Erstfeld | (nicht realisiert)     |                        |                   |                       | 1270        | 2900                   |
| Göschenen (Stufe Andermatt) | CKW           | Hochdruck-Laufkraftwerk                                   | Göschenen              | 1961                   | 12                     | 343               | 2 × Francis           | 32,5        | 144                    |
| Wassen                      | SBB           | Hochdruck-Laufkraftwerk                                   | Pfaffensprung          | 1949                   | 26                     | 281               | 2 × Francis           | 56          | 290                    |
| Amsteg                      | SBB           | Hochdruck-Laufkraftwerk                                   | Amsteg                 | 1923                   | 50                     | 279               | 3 × Pelton            | 120         | 444                    |
| Mühlenplatz                 | EWL           | Laufkraftwerk (Kleinkraftwerk)                            | Luzern                 | 1998                   | 58                     | 1,8               | 1 × Kaplan            | 0,8         | 3                      |
| Rathausen                   | CKW           | Laufkraftwerk Ausleitungskraftwerk (Kleinkraftwerk)       | Emmen                  | 1896                   | 45                     | 7                 | 1 × Rohrturbine       | 2           | 15,9                   |
| Perlen 1                    | Perlen Papier | Laufkraftwerk Ausleitungskraftwerk (Kleinkraftwerk)       | Perlen, Buchrain       | 1873                   | 45                     |                   | 1 × S-Turbine         | 1           | 8                      |
| Perlen 2                    | Perlen Papier | Laufkraftwerk Ausleitungskraftwerk (Kleinkraftwerk)       | Perlen, Root           | 1875                   | 45                     | 3,4               | 3 × Saugheber-Turbine | 1,1         | 7,8                    |
| Ottenbach                   | Kanton Zürich | Historisches Ausleitungskraftwerk (Kleinkraftwerk)        | Ottenbach              | 1920                   | 4                      | 2,02              | 1 × Francis           | 0,06        |                        |
| Bremgarten-Zufikon          | AEW           | Laufkraftwerk                                             | Bremgarten             | 1975                   | 200                    | 12                | 2 × Rohrturbine       | 20          | 106                    |
| Bruggmühle                  | AEW           | Laufkraftwerk                                             | Bremgarten             | 1998                   | 30                     |                   | 1 × Rohrturbine       | 0,5         | 3,5                    |
| Windisch                    | Axpo          | Ausleitungskraftwerk Laufwasserkraftwerk (Kleinkraftwerk) | Windisch               | 1830                   | 55                     |                   |                       | 2           | 12                     |

1. 1 2  Zahlen vom Projekt 1943/44, enthalten auch die später gebauten Kraftwerke Göschenen und Wassen sowie das bestehende Kraftwerk Amsteg
2. 1 2  davon eine Turbine für Bahnstromerzeugung
3. ↑  alle Turbinen für Bahnstromerzeugung

### Verkehr

#### Schifffahrt
Seit dem Mittelalter benützten die Schiffleute von Luzern und aus den Ortschaften am Fluss die Reussstrecke bis zur Aare als Transportstrasse.

#### Flussübergänge

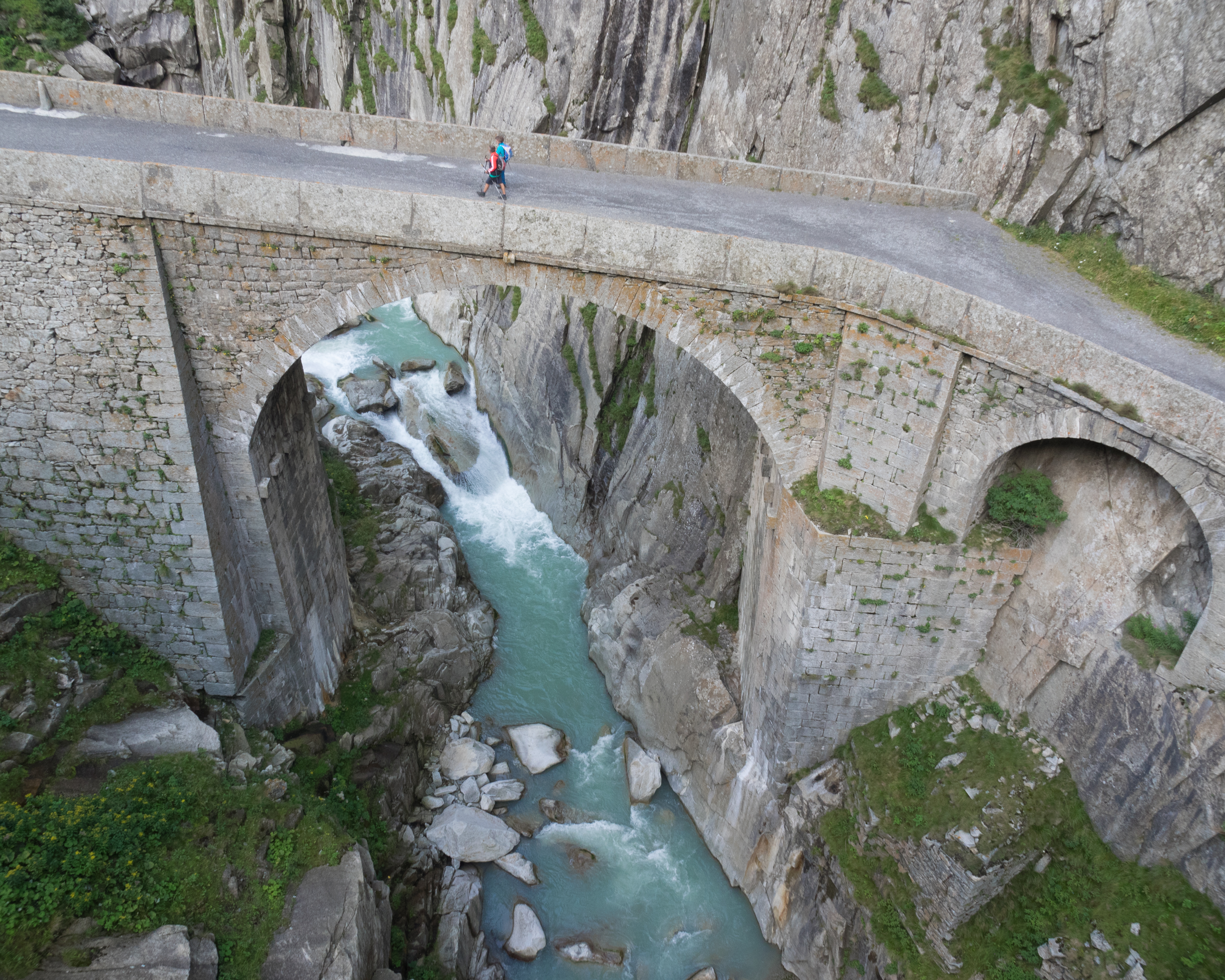
Zweite Teufelsbrücke über die Reuss, Andermatt UR

Zwischen dem Gotthard und der Mündung in die Aare am Jurasüdfuss wird die Reuss von zahlreichen Verkehrswegen gekreuzt. In den Tälern des Kantons Uri führen die Gotthardstrasse, die Gotthardbahn und die Autobahn A2 über zahlreiche, oft kühn konstruierte Brückenbauwerke, die als technikgeschichtliche Sehenswürdigkeiten gelten, wie die Teufelsbrücke in der Schöllenenschlucht, die Häderlisbrücke bei Göschenen oder die Intschireussbrücke bei Gurtnellen.
Unterhalb des Vierwaldstättersees stehen die berühmten Holzbrücken in der Stadt Luzern, die Kapellbrücke und die Spreuerbrücke. Am Flusslauf durch das Mittelland stehen zahlreiche Strassen- und Eisenbahnbrücken, wie die Reussbrücke Sins–Hünenberg, die Eisenbahnbrücke und die Holzbrücke von Bremgarten, die Holzbrücke Mellingen, die hohe Bahnbrücke bei Mellingen und die frühe Eisenbahnbrücke von Vogelsang.
Rund 150 Brücken überqueren die Reuss vom Zusammenfluss der Furkareuss und Gotthardreuss bei Hospental bis zur Mündung in die Aare bei Windisch.

### Tourismus
Unterhalb von Göschenen eignet sich die Reuss für das Wildwasserfahren.
Kleine Boote können die Reuss vom Vierwaldstättersee bis zur Mündung in die Aare bei normalem Wasserstand mit Einschränkungen befahren. Bei den Stauwehren von Rathausen, Perlen, Ottenbach, Bremgarten-Zufikon, Bremgarten und Windisch bestehen Durchfahrt- oder Transportmöglichkeiten. Für Kanus und kleine Schlauchboote sind nur die Abschnitte unterhalb der Staustufe bei Perlen bis zum Kraftwerk Bremgarten-Zufikon und vom Hexenturm im Westen der Stadt Bremgarten bis zur Staustufe der Spinnerei Kunz bei Gebenstorf bei einem Abfluss zwischen 150 und 270 m³/s (Messstation Mellingen) geeignet.
Den Ufern der Reuss entlang führen Wanderrouten, die stellenweise schmal und anspruchsvoll sind.
In der Umgebung von Bremgarten findet seit 1982 jährlich der Laufsportanlass Reusslauf statt.
Im Reusstal sind Velorouten eingerichtet, die teilweise den Uferwegen folgen, unterhalb von Bremgarten wegen der Steilufer des Flusses jedoch auf die Schotterterrassen ausweichen (Veloland-Route 77).

## Landesgeschichte und kulturelle Grenze
Die Reuss ist von landesgeschichtlicher Bedeutung, da sie seit dem 10. Jahrhundert für ca. 200 Jahre der Grenzfluss zwischen dem Königreich Burgund und dem Herzogtum Alemannien im deutschen Kaiserreich war und seit der frühen Neuzeit Landesteile der Schweiz trennte.
Bis heute wirkt diese Grenze kulturell nach, siehe Brünig-Napf-Reuss-Linie (Jassgrenze).